# Музей современного искусства (Гент)
Городской музей современного искусства в Генте (нидерл. Stedelijk Museum voor Actuele Kunst, S.M.A.K., фр. Musée municipal d'art actuel, Gand) — художественный музей в парке Citadelpark бельгийского города Гент, основанный в 1957 как художественное общество «Vereniging voor het Museum van Hedendaagse Kunst» и открытый в 1975 году как «Museums voor Hedendaagse Kunst Gent» — в 1999 году переехал в своё нынешнее здание; в постоянной коллекции представлены работы в стиле поп-арт, минимализм и концептуализм; проводит временные выставки произведений современного искусства, созданных как известными, так и начинающими авторами.

## История и описание
В 1957 году в Генте возникло художественное объединение «Vereniging voor het Museum van Hedendaagse Kunst», инициатором создания которого являлся Карел Гейрландт (Karel Geirlandt). Целью ассоциации была поддержка местного художественного музея «Museum voor Schone Kunsten»: ассоциация оказывала помощь в его выставочной деятельности, связанной с произведениями современного искусства, а также и с пополнением музейной коллекции. В связи с расширением собрания современных работ, в 1975 году был создан отдельный музей «Museum voor Hedendaagse Kunst Gent» — который, однако, не имел собственных выставочных помещений и проводил небольшие временные выстави в залах музея «Schone Kunsten». Директором «Hedendaagse Kunst» был куратор Ян Хeт; он же стал и директором-основателем «S.M.A.K.».
Городской музей современного искусства получил свое собственное здание в Генте — в парке Цитадельпарк (Citadelpark) — в 1999 году (по данным самого музея — в конце 1998 года), расположившись прямо напротив музея «Museum voor Schone Kunsten». Хет управлял музеем до 2003 года; сегодня музеем управляют Филипп ван Каутерен (в качестве художественного руководителя) и Филипп Ванденвеге (коммерческий директор). Коллекция музея в основном состоит из произведений искусства, созданных после 1945 года: в частности, в ней представлены работы поп-арта, минимализма, концептуального искусства и течения «Arte Povera». Среди представленных художников есть и Йозеф Бойс, и Дэвид Хаммонс (род. 1943), и члены движения CoBrA. В период с марта по июнь 2018 года в музее прошла временная выставка «From the Collection/Against the Wall», составленная из произведений, входивших в постоянный музейный фонд; в экспозиции были представлены работы 24 художников и скульпторов, включая Карла Андре, Ричарда Артшвагера, Марио Гарсия Торреса и Нейри Баграмян.